# Halictus pruinescens
Halictus pruinescens är en biart som beskrevs av Cockerell 1937. Halictus pruinescens ingår i släktet bandbin, och familjen vägbin. Inga underarter finns listade i Catalogue of Life.